# White Pine
White Pine és una població dels Estats Units a l'estat de Tennessee. Segons el cens del 2000 tenia 1.997 habitants.

## Demografia
Segons el cens del 2000, White Pine tenia 1.997 habitants, 828 habitatges, i 579 famílies. La densitat de població era de 303,6 habitants/km².
Dels 828 habitatges en un 30,3% hi vivien nens de menys de 18 anys, en un 51,2% hi vivien parelles casades, en un 14% dones solteres, i en un 30% no eren unitats familiars. En el 27,3% dels habitatges hi vivien persones soles el 14% de les quals corresponia a persones de 65 anys o més que vivien soles. El nombre mitjà de persones vivint en cada habitatge era de 2,41 i el nombre mitjà de persones que vivien en cada família era de 2,9.
Per edats la població es repartia de la següent manera: un 24,2% tenia menys de 18 anys, un 8,7% entre 18 i 24, un 27,8% entre 25 i 44, un 23,8% de 45 a 60 i un 15,5% 65 anys o més.
L'edat mediana era de 37 anys. Per cada 100 dones de 18 o més anys hi havia 83,8 homes.
La renda mediana per habitatge era de 25.078 $ i la renda mediana per família de 31.464 $. Els homes tenien una renda mediana de 26.944 $ mentre que les dones 22.989 $. La renda per capita de la població era de 12.605 $. Entorn del 14,7% de les famílies i el 19% de la població estaven per davall del llindar de pobresa.

## Poblacions més properes
El següent diagrama mostra les poblacions més properes.